# Zbigniew Nita
Zbigniew Kazimierz Nita (ur. 27 lutego 1946) – polski inżynier mechanik, menedżer i nauczyciel akademicki, doktor nauk technicznych, w 1997 podsekretarz stanu w Ministerstwie Gospodarki.

## Życiorys
W latach 1967–1973 studiował na Wydziale Mechaniczno-Technologicznym Politechniki Warszawskiej, następnie rozpoczął pracę dydaktyczną na tej uczelni. W latach 80. obronił doktorat nauk technicznych. Został adiunktem i wicedyrektorem ds. dydaktycznych kolejno w Instytucie Mechaniki i Konstrukcji oraz Instytucie Mechaniki i Poligrafii Politechniki Warszawskiej.
Od 10 kwietnia do 8 grudnia 1997 pełnił funkcję podsekretarza stanu w Ministerstwie Gospodarki, odpowiedzialnego za współpracę naukową, przemysł zbrojeniowy i programy infrastrukturalne. W latach 2002–2007 pozostawał wiceprezesem Bumaru, zasiadł też w radach nadzorczych Mittal Steel Poland i Ursus SA i kierował Polskim Konsorcjum Finansowym.